# Championnat d'Europe masculin de volley-ball 1991
Navigation
Suède 1989 Finlande 1993
Le 17e championnat d'Europe masculin de volley-ball s'est déroulé du 7 au 15 septembre 1991 à Berlin (Allemagne).

## Équipes présentes
- Bulgarie
- Tchécoslovaquie
- Finlande
- France
- Allemagne
- Grèce

- Italie
- Yougoslavie
- Pays-Bas
- Pologne
- Suède
- URSS

## Composition des poules
| Poule A                                                      | Poule B                                                                     |
| ------------------------------------------------------------ | --------------------------------------------------------------------------- |
| Site : Karlsruhe Finlande Allemagne Grèce Pologne Suède URSS | Site : Hambourg Bulgarie Tchécoslovaquie France Italie Yougoslavie Pays-Bas |

## Phase préliminaire

### Poule A -Karlsruhe

#### Classement
| # | Équipe    | Pts | J | G | P | Sp | Sc | Ratio | Pp  | Pc  | Ratio |
| - | --------- | --- | - | - | - | -- | -- | ----- | --- | --- | ----- |
| 1 | URSS      | 10  | 5 | 5 | 0 | 15 | 1  | 15    | 236 | 161 | 1.466 |
| 2 | Allemagne | 8   | 5 | 3 | 2 | 11 | 8  | 1.375 | 260 | 214 | 1.215 |
| 3 | Pologne   | 8   | 5 | 3 | 2 | 10 | 11 | 0.909 | 267 | 271 | 0.985 |
| 4 | Finlande  | 7   | 5 | 2 | 3 | 9  | 13 | 0.692 | 256 | 297 | 0.862 |
| 5 | Suède     | 6   | 5 | 1 | 4 | 7  | 12 | 0.583 | 236 | 252 | 0.937 |
| 6 | Grèce     | 6   | 5 | 1 | 4 | 6  | 13 | 0.462 | 195 | 255 | 0.765 |

### Poule B -Hambourg

#### Classement
| # | Équipe          | Pts | J | G | P | Sp | Sc | Ratio | Pp  | Pc  | Ratio |
| - | --------------- | --- | - | - | - | -- | -- | ----- | --- | --- | ----- |
| 1 | Italie          | 10  | 5 | 5 | 0 | 15 | 3  | 5     | 256 | 178 | 1.438 |
| 2 | Pays-Bas        | 9   | 5 | 4 | 1 | 12 | 6  | 2     | 226 | 181 | 1.249 |
| 3 | Bulgarie        | 7   | 5 | 2 | 3 | 10 | 10 | 1     | 267 | 262 | 1.019 |
| 4 | Yougoslavie     | 7   | 5 | 2 | 3 | 10 | 11 | 0.909 | 273 | 274 | 0.996 |
| 5 | France          | 7   | 5 | 2 | 3 | 7  | 10 | 0.7   | 177 | 237 | 0.747 |
| 6 | Tchécoslovaquie | 5   | 5 | 0 | 5 | 1  | 15 | 0.067 | 169 | 236 | 0.716 |

## Phase finale

### Places 5 à 8 -Berlin
|  | Tour de classement | Tour de classement |             |   | 5e place     | 5e place     |
|  | Tour de classement | Tour de classement |             |   | 5e place     | 5e place     |
|  |                    |                    |             |   |              |              |
|  | 14 septembre       | 14 septembre       |             |   | 15 septembre | 15 septembre |
|  | 14 septembre       | 14 septembre       |             |   | 15 septembre | 15 septembre |
|  | Bulgarie           | 3                  |             |   | 15 septembre | 15 septembre |
|  | Bulgarie           | 3                  |             |   | 15 septembre | 15 septembre |
|  | Finlande           | 0                  |             |   | 15 septembre | 15 septembre |
|  | Finlande           | 0                  | Yougoslavie | 1 |              |              |
|  | 14 septembre       |                    | Yougoslavie | 1 |              |              |
|  |                    | Bulgarie           | 3           |   |              |              |
|  | Yougoslavie        | Bulgarie           | 3           | 3 |              |              |
|  | Yougoslavie        |                    |             | 3 |              |              |
|  | Pologne            | 1                  |             |   |              |              |
|  | Pologne            | 1                  | 7e place    |   |              |              |
|  |                    |                    |             |   |              |              |
|  | 15 septembre       |                    |             |   |              |              |
|  |                    |                    |             |   |              |              |
|  | Pologne            | 3                  |             |   |              |              |
|  | Pologne            | 3                  |             |   |              |              |
|  | Finlande           | 1                  |             |   |              |              |
|  | Finlande           | 1                  |             |   |              |              |

### Places 1 à 4 -Berlin
|  | Demi-finales | Demi-finales |                        |   | Finale       | Finale       |
|  | Demi-finales | Demi-finales |                        |   | Finale       | Finale       |
|  |              |              |                        |   |              |              |
|  | 14 septembre | 14 septembre |                        |   | 15 septembre | 15 septembre |
|  | 14 septembre | 14 septembre |                        |   | 15 septembre | 15 septembre |
|  | Italie       | 3            |                        |   | 15 septembre | 15 septembre |
|  | Italie       | 3            |                        |   | 15 septembre | 15 septembre |
|  | Allemagne    | 1            |                        |   | 15 septembre | 15 septembre |
|  | Allemagne    | 1            | URSS                   | 3 |              |              |
|  | 14 septembre |              | URSS                   | 3 |              |              |
|  |              | Italie       | 0                      |   |              |              |
|  | URSS         | Italie       | 0                      | 3 |              |              |
|  | URSS         |              |                        | 3 |              |              |
|  | Pays-Bas     | 0            |                        |   |              |              |
|  | Pays-Bas     | 0            | Match pour la 3e place |   |              |              |
|  |              |              |                        |   |              |              |
|  | 15 septembre |              |                        |   |              |              |
|  |              |              |                        |   |              |              |
|  | Pays-Bas     | 3            |                        |   |              |              |
|  | Pays-Bas     | 3            |                        |   |              |              |
|  | Allemagne    | 0            |                        |   |              |              |
|  | Allemagne    | 0            |                        |   |              |              |

## Palmarès
| Place              | Équipe            |
| ------------------ | ----------------- |
| Médaille d'or      | URSS              |
| Médaille d'argent  | Italie            |
| Médaille de bronze | Pays-Bas          |
| 4                  | Allemagne         |
| 5                  | Bulgarie          |
| 6                  | RF de Yougoslavie |
| 7                  | Pologne           |
| 8                  | Finlande          |
| 9                  | France            |
| 9                  | Grèce             |
| 9                  | Suède             |
| 9                  | Tchécoslovaquie   |

## Récompenses
- MVP :  Dmitri Fomin
- Meilleur défenseur :  Iouri Korovïanski
- Meilleur réceptionneur :  Iouri Korovïanski